# Jirō Ono
Jirō Ono (小野 二郎?, Ono Jirō; Tenryū, 27 ottobre 1925) è un cuoco giapponese specializzato in sushi.
Il suo minuscolo ristorante Sukiyabashi Jirō (すきやばし次郎?), situato nei sotterranei di un palazzo accanto alla stazione di Ginza a Chūō, Tokyo, è stato premiato nel 2008 con 3 stelle dalla Guida Michelin, facendo così entrare Ono nel Guinness dei primati come cuoco più anziano insignito di tale onorificenza.
Il suo ristorante ha ricevuto elogi dagli chef francesi Joël Robuchon e Eric Ripert.

## Biografia

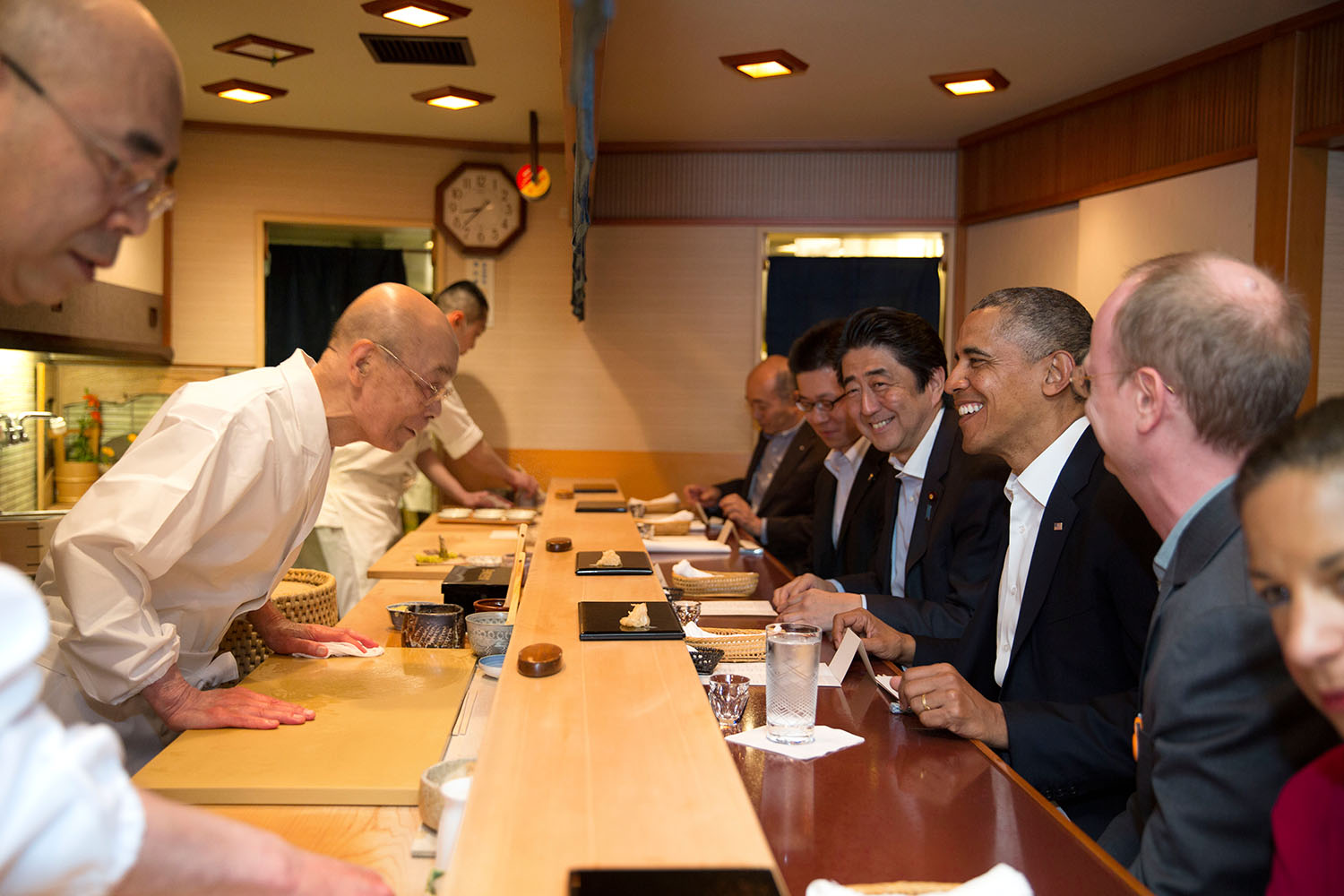
Ono in compagnia di Shinzō Abe e Barack Obama nell'aprile 2014

All'età di 9 anni ha lasciato la propria casa iniziando a fare pratica nella preparazione del sushi, mestiere che da allora non ha mai abbandonato, insegnandolo innanzitutto al primo figlio Yoshikazu, che lavora nel ristorante del padre, e al più giovane Takashi, che gestisce un proprio locale a Roppongi Hills. La storia di Jirō Ono è raccontata anche nel documentario Jiro e l'arte del sushi (2011). La famiglia Ono teme che la pesca eccessiva porterà a un depauperamento di alcuni ingredienti cruciali per la preparazione del sushi tradizionale.
Nell'aprile 2014 Ono ha cucinato per il primo ministro giapponese Shinzō Abe e il presidente statunitense Barack Obama, in visita in Giappone.